# (3875) Staehle
(3875) Staehle es un asteroide perteneciente al cinturón de asteroides, descubierto el 17 de mayo de 1988 por Eleanor F. Helin desde el Observatorio del Monte Palomar, Estados Unidos.

## Designación y nombre
Designado provisionalmente como 1988 KE. Fue nombrado Staehle en honor al ingeniero astronáutico estadounidense Robert L. Staehle.